# Diplomatija
Diplomatija je grana politike koja se bavi odnosima između država; veština zastupanja interesa jedne države, vlade, vladara ili društvene grupe u inostranstvu, u međunarodnim pregovorima, u spoljnjoj politici uopšte. Potiče od reči diploma, što u prevodu znači „presavijen na pola“.
Reč „diplomatija“ potiče od grčke reči diploma, koja je prvobitno označavala dvostruko presavijenu ispravu koja je služila kao dokaz završenih studija. Kasnija je reč poprimila druga, šira značenja, a označavala je službene dokumente (između ostalog sporazume između vladara). Reč diplomatie skovana je, prema nekim izvorima, u Francuskoj u 18. veku, otkud se proširila i u druge evropske jezike.
Diplomatija je umetnost i praksa vođenja pregovora između predstavnika država. Obično se odnosi na međunarodnu diplomaciju, vođenje međunarodnih odnosa posredovanje profesionalnih diplomata u pogledu čitanja niza aktuelnih pitanja. Međunarodne ugovore obično pregovaraju diplomatu pre nego što ih podržavaju nacionalni političari. David Stevenson navodi da je do 1900. godine termin "diplomat" obuhvatio i diplomatske službe, konzularne službe i zvaničnike ministarstva spoljnih poslova.

## Definicije
Diplomatija kao reč koji ima nekoliko značenja:
- sposobnost, znanje, veština i metoda komuniciranja, održavanja međunarodnih odnosa, pregovaranja, rešavanja konfliktnih situacija.
- vođenje državnih poslova na području spoljne politike putem službenih kontakata s drugim subjektima međunarodnih odnosa.
- celokupna državna struktura koja služi predstavljanju neke zemlje u svetu i pojedinim državama, kao i održavanje službenih odnosa s drugim zemljama i međunarodnim organizacijama. Tu državnu strukturu u prvom redu čine ministarstvo spoljašnjih poslova te diplomatsko-konzularna predstavništva
- profesija, karijera, struku predstavljanja države u međunarodnim odnosima kojom se bavi diplomat.

U neformalnom, odnosno u socijalnom smislu, diplomatija označava način rešavanja nesporazuma, razmirica, sukoba mirnim putem
Diplomatija kao pojam znači:
Diplomatija je, pre svega, oblik državnih aktivnosti usmerenih na odnose s drugim zemljama i međunarodnim sudeonicima. Isti pojam označava i celokupnu državnu strukturu koja služi za predstavljanje vlastite zemlje u svetu i za održavanje službenih odnosa s drugim subjektima međunarodnih odnosa. Sastavni su delovi te strukture, gotovo u svakoj zemlji, ministarstvo spoljašnjih poslova te diplomatsko-konzularna predstavništva.
Diplomatija u subjektivnom smislu označava sposobnost, znanje, veštinu, metodu komuniciranja, održavanja međunarodnih odnosa, pregovaranja, rešavanja konfliktnih situacija. To su karakteristike koje treba da poseduje diplomat, odnosno osoba čija je profesija, karijera, odnosno struka predstavljanje države u međunarodnim odnosima. Profesija kojom se bave diplomati naziva se diplomatijom.
Diplomatija je isto tako nauka koja proučava i podučava o relevantnim pitanjima u međunarodnim odnosima i vođenju spoljašnje politike. Kao nauka ona je kompilacija raznih naučnih područja pre svega politike, ali i istorije, geografije, prava, ekonomije i drugih.

## Bilateralna i multilateralna diplomatija
Bilateralna diplomatija je oblik međunarodnih odnosa između dve države bilo da se odvija kroz povremene ili kroz stalne diplomatske kontakte. To je saradnja između dve države na osnovu njihove saglasnosti i u okvirima normi međunarodnog prava. Bilateralna diplomatija predstavlja najstariji i najrasprostranjeniji oblik međunarodne saradnje među državama, a specifična je po postojanju stalnih diplomatskih predstavništava (ambasada) koje se uspostavljaju na osnovu obostrane saglasnosti.
Multilateralna diplomatija se razvijala uporedo sa bilateralnom diplomatijom kroz kongrese, konferencije, a puni razvoj doživljava osnivanjem međunarodnih organizacija, naročito UN, Saveta Evrope, OEBS-a i Evropske unije. Multilateralna diplomatija je organizovana saradnja više subjekata međunarodnog prava koja se odvija na osnovu prethodno utvrđenih pravila i procedura. Učešće međunarodnog subjekta u multilateralnoj diplomatiji može biti privremeno i stalno. Privremeno učešće je u obliku delegacije na nekom kongresu, zasedanju. Ono je tematski i vremenski ograničeno i odvija se po utvrđenoj proceduri i pravilima koja se donose za svaki skup posebno. Stalno učešće odnosi se na stalna predstavništva u međunarodnim organizacijama (UN, EU) i ova aktivnost se odvija po ranije utvrđenim opštim pravilima i procedurama.

## Stalnadiplomatija
Stalna diplomatija podrazumeva otvaranje i funkcionisanje stalnih diplomatskih misija država članica u okviru OUN i drugih međunarodnih organizacija odnosno diplomatsko-konzularnih predstavništva u državi prijema. Drugim rečima, stalna diplomatija podrazumeva stalno učešće i odnosi se na stalna predstavništva u međunarodnim organizacijama.
Ad hoc znači za posebne namene, privremeno, povremeno, po potrebi. Za razliku od stalne diplomatske službe, koja je proizvod novije istorije, ad hoc diplomatija je stara koliko i civilizacija. I dok je inače u diplomatiji reč o protokolu, tradiciji i drugom, ad hoc diplomatija samo pokušava da na bilo koji način nađe rešenje.

## Diplomatsko zanimanje
Diplomatija proširuje i produbljuje prijateljske odnose, političke, privredne i kulturne, s državama saveznicama i neutralnim državama, ali i ulaže napore za promenu odnosa onih vlada koje vode neprijateljsku politiku.
Diplomatija ima širok zadatak. Jednostavno definisano, zadatak diplomatije da predstavlja i zastupa, štititi i obaveštava svoju zemlju, kao i da vrši pregovore.
Smisao predstavljanja i zastupanja čini najbitniji element. Ambasador predstavlja šefa svoje zemlje i zastupa svoju državu pred vlastima države primateljice. On nužno govori u ime svoje vlade. Budući da prima i prenosi saopštenja svoje vlade i budući da predstavlja službeni izvor informacija, on je stalni i sigurni posrednik u odnosima dve država.
Diplomata je osoba koja se bavi diplomatijom. U užem smislu to je službeni predstavnik države koji ima diplomatski status (šef diplomatske misije ili član njenog diplomatskog tima, koji je upisan u diplomatsku listu). Diplomata u širem smislu reči je pripadnik diplomatske službe i spoljnopolitičkog aparata jedne zemlje (uključujući i konzularnu službu).

## Funkcija diplomatije i područja diplomatskih aktivnosti
Osnovna funkcija diplomatije je predstavljanje svoje države u inostranstvu i promovisanje njenih interesa i ciljeva. Ona je zadužena da kao instrument sprovodi spoljašnju politiku koju utvrđuju tela državne vlasti (predsednik, vlada, parlament ili druga ustavom određena tela), a putem njih grupa koja drži vlast u svojim rukama. Sprovođenje spoljne politike i održavanje međunarodnih odnosa s drugim subjektima (državama, međunarodnim organizacijama i sl.) podrazumijeva i razvoj specifičnih metoda (između ostalog tu spada i diplomatski protokol) te aparata koji će obavljati tu funkciju (tzv. služba spoljašnjih poslova). Jednostavno definisano, zadaci diplomatije su: da predstavlja i zastupa, štititi i obavještava svoju zemlju.
Gledajući kroz istoriju, može se reći da su razvoj međunarodnih odnosa, promovisanje položaja vlastite države i sprečavanje rata najvažnije aktivnosti diplomatije. Osim tradicionalnih političkih, u diplomatske aktivnosti spadaju i ekonomski, kulturni, naučni, vojni i drugi odnosi. Savremena diplomatija, osim tradicionalnih zadataka, bavi se i problemima ljudskih prava, nezakonitih migracija, zaštite okoline, učestvuje u borbi protiv terorizma i organizovanog kriminala, bavi se promocijom i jačanjem demokratije, ali i postizanjem sveopšteg napretka (političkog, ekonomskog, kulturnog, naučnog).

## Istorijski razvoj
U svojoj dugoj istoriji diplomatija je prolazila kroz različite promene. Dokazi o savezima, te mirovnim i drugim sporazumima zabeleženi su na najstarijim istorijskim spomenicima i pisanim tragovima.
Neki od najranijih poznatih diplomatskih zapisa su Pisma iz Amarne napisana s ciljem regulisanja odnosa između faraona Osamnaeste egipatske dinastije i Amurskog vladara Hanana tokom 14. veka p. n. e. Nakon Bitke kod Kadeša oko 1274. godine p. n. e. tokom Devetnaeste egipatske dinastije, faraon Egipta i vladar Hetitskog carstva kreirali su jedan od prvih poznatih međunarodnih mirovnih ugovora koji je sačuvan u vidu fragmenata kamene pločice, koje se generalno naziva Egipatsko–Hititskim mirovnim ugovorom.
Jedan od najranijih realista u sferi teorije međunarodnih odnosa bio je vojni strateg iz 6. veka p. n. e. Sun Cu (umro 496. p. n. e.), autor rada Umeće ratovanja. On je živeo tokom vremena u kome su rivalske države počele da obraćaju manje pažnje na tradicionalno poštovanje tutorstva monarha dinastije Džou (c. 1050–256. p. n. e.), i svaka se borila za nadmoć i totalno osvajanje. Međutim, velika doza diplomatije u uspostavljanju saveznika, trgovanja zemljom i potpisivanja mirovnih sporazuma je bila neophodna svakoj zaraćenoj državi, te se razvila idealizovana uloga „uveravaoca/diplomate“.
Od bitke kod Bajdenga (200. p. n. e.) do bitke kod Maja (133. p. n. e.), Dinastija Han je bila prisiljena da održava savez i plaća prekomerne količine darova (u svili, odeći, žitaricama, i drugoj hrani) moćnoj severnoj nomadskoj konfederaciji Sjungnu koju je konsolidovao Modu Šanju. Nakon što je Sjungnu poslao poruku Hanskom caru Venu (vladao 180–157) da oni kontrolišu oblasti koje se porežu od Mandžurije do oaznih gradova država Tarimske kotline, ugovor je sklopljen 162. p. n. e. kojim je proklamisano da sve severno od Velikog zida pripada nomadskim zemljama, dok je sve južno od njega rezervisano za Han Kineze. Ovaj ugovor je obnavljan devet puta, mada to nije odvratilo neka Sjongnu tući premena od pljačkanja granica Han teritorije. To je trajalo do dalekosežnih kampanja Hanskog cara Vu (vladao 141–87. p. n. e.), kojim je razbijeno Sjungnu jedinstvo, što je omogućilo dinastiji Han da pokori zapadne regione; pod Vuovom vlašću, 104. godine p. n. e. Han armije su dosegle do Fergana u centralnoj Aziji i sukobile se sa Juedžima koji su bili osvojili Helenističke grčke oblasti.
Antička Grčka je, zbog svoje podeljenosti na brojne gradove-države, bila pogodna za razvoj diplomatskih odnosa. Grčki su gradovi-države međusobno slali izaslanike u diplomatske misije koji su bili prihvaćeni i tretirani s dužnom i protokolarnom pažnjom. Rimljani su takođe poštovali strane izaslanike, te im davali određenu zaštitu i povlastice, ali su takav tretman tražili i za svoje izaslanike (fetiales) kod stranih vladara. Do razvoja diplomatije dolazi tek u kasnijem razdoblju Rimskog carstva (jer su do tada svi delovi evropskog i mediteranskog prostora bili u sastavu carstva, pa su se i odnosi smatrali unutrašnjim pitanjem), naročito nakon njegove podele 395. godine na Istočno i Zapadno, odnosno u doba Vizantijskog carstva. Održavanje diplomatskih odnosa i slanje izaslanika kod drugih vladara postojalo je i između drevnih indijskih država, ali i između država poput Sirije, Egipta, Kine. Arapski vladari takođe šalju svoje izaslanike. Za razdoblje starog i srednje veka karakteristična je privremena ili ad hoc diplomatija.
Prvi pravi počeci diplomatije javljaju se tek u doba renesanse, razvojem ustanove stalne diplomatije, kada Venecija, Milano, Toskana, Firenca i drugi italijanski gradovi uvode imenovanje diplomatskih predstavnika. Tokom 15. veka stvara se diplomatija kao stalna državna funkicija, a ne kao dotadašnje povremeno slanje i primanje izaslanika. Stalni diplomatski predstavnici imaju jasna određena prava i dužnosti, uz utvrđenje pravila njihovog delovanja.
Francuski kardinal Ришеље osnovao je 1626. godine prvo ministarstvo spoljašnjih poslova kao središnje telo za vođenje poslova u međunarodnim odnosima. Nakon Francuske i druge evropske države osnivaju svoja ministarstva spoljašnjih poslova.
Za konkretnije određenje položaja i pravila uvezi s diplomatskim predstavnicima i njihovim funkcijama trebalo je čekati do 1815. godine, kada su države članice Bečkog kongresa nakon napoleonskih ratova prvi put višestranim (multilateralnim) sporazumom utvrdile pojedina bitna pitanja.
Promene nakon Drugog svetskog rata dovode do stvaranja savremene diplomatije, za koju je karakterističan razvoj višestrane, multilateralne diplomatije, pored tradicionalne dvostrane, bilateralne diplomacije. Tome je pridonelo i veliko povećanje broja subjekata međunarodnog prava (pre svega država i međunarodnih organizacija), što je dovelo do povećanja međunarodnih kontakata, ali i jačanja diplomatske službe.

### Drevni Egipat Kanaan i Hetitsko carstvo
Egipatsko-hetitski mirovni sporazum, između Novog Kraljevstva drevnog Egipta i Hetitskog carstva Anadolije Neki od najređih diplomatskih zapisa su pisma Amara pisane između faraona osamnaest dinastija Egipta i Amurru vladara Kanaana tokom 14. veka pre nove ere. Nakon bitke kod Kadeša 1274. p. n. e. Tokom devetnaeste dinastije, egipatski faraon i vladar Hetitske imperije stvorile su jedan od prvih poznatih međunarodnih mirovnih sporazuma koji su preživjeli u kameni fragmentima tableta, koji se danas generalno nazivaju egipatsko-hetitskim mirovnim sporazumom.

### Osmansko carstvo
Francuski ambasador u osmanskoj haljini, oslikao ga je Antoine de Favrai, 1766, Muzej Pera, Istanbul.
Odnosi sa vladom Otomanskog carstva (poznatima italijanskim državama kao uzvišenoj Porti) bili su posebno važni za italijanske države. Pomorske republike Đenove i Venecije sve manje su zavisile od njihovih nautičkih sposobnosti, a sve više i od održavanja dobrih odnosa s Osmanlijama. Interakcije između raznih trgovaca, diplomata i sveštenika iz italijanske i otomanske imperije pomogli su u otvaranju i stvaranju novih oblika diplomatije i državnosti. Konačno, primarna svrha diplomate, koja je prvobitno bila pregovarač, evoluirala je u osobu koja je predstavljala autonomnu državu u svim aspektima političkih poslova. Postalo je očigledno da su svi drugi suvereni osjetili potrebu da se diplomatski prilagode, zbog pojave moćnog političkog okruženja Otomanskog carstva. Moglo bi se zaključiti da se atmosfera diplomatije u ranom modernom periodu odvijala oko temelja usklađenosti s otomanskom kulturom.

### Istočna Azija

##### Spoljni odnosi carske Kine
Dodatne informacije: Kategorija: kineske diplomate, Hekin, Haijin, kinesko-rimski odnosi, kinesko-indijski odnosi, Evropljani u srednjovekovnoj Kini, misije jezuitske Kine, trgovina Nanban, luso-kineski sporazum (1554), istorija Macau, Macartnei Ambasada, i Islam u Kini
Jedan od najstarijih realista u teoriji međunarodnih odnosa bio je vojni strateg iz 6. veka pre Hrista Sun Tzu (d. 496. p. n. e.), autor umetnosti rata. Živeo je u vreme kada su rivalske države počele manje da obraćaju pažnju na tradicionalne poštovanje tutorstva na dinastiju Zhou (oko 1050.-256. Pne.) Monarhima koji su se borili za moć i totalno osvajanje. Međutim, za svaku zaraćenu državu bila je potrebna velika diplomatija u uspostavljanju saveznika, trgovanju zemljištem i potpisivanju mirovnih sporazuma, a razvijena je i idealizovana uloga "ubeđivača / diplomata".
Od bitke kod Baidenga (200. godine p. n. e.) do bitke za Maii (133. p. n. e.), dinastija Han je bila primorana da održi bračni savez i plati ogromnu količinu poreza (u svili, tkanini, žitaricama i drugim namirnicama) moćni sjeverni nomadski Ksiongnu koji je konsolidirao Modu Shaniu. Nakon što je Ksiongnu poslao poruku caru Ven-u Han (180—175) da kontrolišu područja koja se protežu od Mandžurije do gradova-država oaza Tarim Basin, sporazum je izrađen 162. p. n. e., proglašavajući da sve što je severno od Velikog zida pripada Zemlje nomada, dok bi sve južno od njega bilo rezervisano za Han Kineze. Sporazum je obnovljen ne manje od devet puta, ali nije ograničio neke Ksiongnu tuki od pljačke granica Hana. To je bilo sve do dalekih kampanja cara Vua Hana (141-87. p. n. e.) koje su razbile jedinstvo Ksiongnua i omogućile Hanu da osvoji zapadne regione; pod Vu, 104. godine pre Hrista su se vojske Hana usudile daleko u Fergani u Srednjoj Aziji da se bore protiv Iuezhija koji su osvojili helenističke grčke oblasti.

### Evropa

#### Antička Grčkai helenistički period
Drevni grčki gradovi-države su u nekim prilikama slali poslanike jedni drugima kako bi pregovarali o određenim pitanjima, kao što su rat i mir ili trgovinski odnosi, ali nisu imali redovne diplomatske predstavnike na teritoriji svake druge. Međutim, neke od funkcija datih modernim diplomatskim predstavnicima bile su u klasičnoj Grčkoj popunjene proksenom, koji je bio građanin grada domaćina koji je imao određene odnose prijateljstva sa drugim gradom - odnos koji je često nasledan u određenoj porodici. U vreme mira diplomatija se čak vodila sa rivalima, kao što je Ahemenidsko carstvo Persije, mada je ovaj na kraju podlegao invaziji makedonskog kralja Aleksandra Velikog. Potonji je takođe bio vešt u diplomatiji, shvativši da je za osvajanje određenih teritorija bilo važno za njegove makedonske i podvrgnute grčke trupe da se mešaju i međusobno se druže sa lokalnim stanovništvom. Na primer, Aleksandar je čak uzeo Sogdijanku iz Baktrije kao svoju suprugu, Roksanu, nakon opsade Sogdijske stene, kako bi ugušio regiju (koju su mučili lokalni pobunjenici kao što je Spitamenes). Diplomatija je bila neophodno oruđe države za velike helenističke kraljevine, kao što su Ptolemejsko kraljevstvo i Seleukid, koje su vodile nekoliko ratova na Bliskom istoku i često su sklapale mirovni sporazum kroz saveze kroz brak.

##### Vizantijsko carstvo
Omurtag, vladar Bugarske, šalje delegaciju vizantijskom caru Mihaelu II (Madrid Skilitzes, Biblioteca Nacional de Espana, Madrid).

###### Vizantijska diplomatija
Ključni izazov Vizantijskog carstva bio je da održi niz odnosa između sebe i svojih suseda, uključujući Gruzijce, Iberijance, germanske narode, Bugare, Slovene, Jermene, Hune, Avare, Franke, Lombardi i Arapi, koji su otelotvorili i tako zadržali svoj imperijalni status. Svi ovi susedi nisu imali ključni resurs koji je Vizantija preuzela od Rima, naime formalizovana pravna struktura. Kada su krenuli u formiranje formalnih političkih institucija, oni su zavisili od imperije. Dok klasični pisci vole da prave oštru razliku između mira i rata, vizantijska diplomatija je bila oblik rata drugim sredstvima. Sa regularnom vojskom od 120,000-140,000 ljudi nakon gubitaka sedmog veka, bezbednost imperije zavisila je od aktivističke diplomatije.
Vizantijski "Biro varvara" bio je prva strana obavještajna agencija koja je prikupljala informacije o rivalima carstva iz svih mogućih izvora. Dok je na površini bila protokolarna služba - njegova glavna dužnost je bila da se osigura da su strani izaslanici na odgovarajući način zbrinuti i da su dobili dovoljna državna sredstva za njihovo održavanje, i da je zadržao sve službene prevodioce - jasno je imao i sigurnosnu funkciju. O strategiji, iz 6. veka, nudi savete o stranim ambasadama: "[Izaslanici] koji su nam poslani treba da budu prihvaćeni časno i velikodušno, jer svi drže izaslanike u velikom poštovanju. da dobiju bilo kakvu informaciju postavljanjem pitanja naših ljudi.

###### Srednjovekovna i rano moderna Evropa
U Evropi, porijeklo rane moderne diplomatije se često prati u državama sjeverne Italije u ranoj renesansi, a prve ambasade su uspostavljene u 13. stoljeću. Milan je igrao vodeću ulogu, posebno pod Francescom Sforzom, koji je uspostavio stalna ambasada u drugim gradovima sjeverne Italije. Toskana i Venecija su takođe cvetale centre diplomatije od 14. veka pa nadalje. Na italijanskom poluostrvu su počele mnoge tradicije moderne diplomatije, kao što je predstavljanje akreditivnih poruka ambasadora šefu države.

### Diplomatski odnosi za vreme Prvog svetskog rata
Prvi svetski rat vođen je od 1914. do 1918. godine a u njemu je učestvovala većina velikih svetskih sila, grupisanih u dva sukobljena saveza: Saveznike (okupljene oko Trojne antante) i Centralne sile. U pripremi rata sva aktivnost vojnih diplomata oba suparnička saveza bila je, uglavnom, usmerena u tri pravca :
- Privući što više neutralnih saveznika;
- uveriti svet i sopstveni narod da svaka od njih vodi odbrambeni rat;
- što bolje se obavestiti o ratnim mogućnostima, namerama i postupcima neprijateljske strane.

Na prvom zadatku Antanta je imala više uspeha, na drugom su obe strane prošle slabo, dok su na trećem uspesi bili naizmenični. Naime, zajednička karakteristika za sve bila je da nijedan ambasador ni vojni ataše nisu davali preporuke protiv rata, već naprotiv, svaki je verovao u pobedu svoje strane i predlagao rat. U razvoju sistema vojnodiplomatskih predstavnika tog vremena pokazale su se dve tendencije: prvo, obe strane su, pa i neke neutralne zemlje, ubrzano širile mrežu VDP, i drugo, u želji da vojnim izaslanicima stvore što povoljnije uslove za rad, neke zemlje su počele upućivati oficire sa visokim činovima (uglavnom generale) ili su im podizali rang sa vojnog izaslanika na vojnog opunomoćenika (Centralne sile). Početkom 20. veka postojala je praksa da se u susedne zemlje, pored vojnih izaslanika, upućuju specijalno ovlašćena vojna lica najvišeg ranga kod vrhovnog poglavara druge države. „Takva specijalno ovlašćena lica Nemačke nalazila su se kod bivšeg cara u Rusiji, a u Berlinu kod Viljema bio je specijalni vojni predstavnik Nikole Romanova. Upućivanje ovakvih ličnosti bilo je nasleđe prošlosti, kada su baš oni i bili vojni izaslanici, tačnije rečeno, vojni predstavnici u susednim zemljama. Uoči Prvog svetskog rata njihova dužnost se više ispoljavala u ulozi predstavnika vojske nego u suštini rada vojnog izaslanika. Pa ipak, ti ljudi su ponekad služili kao veza i za rešavanje vojnih pitanja.

### Period između dva svetska rata
Period između dva svetska rata karakterističan je i po tome što se broj vojnodiplomatskih predstavnika znatno uvećao, iako je Versajskim ugovorom, na konferenciji održanoj od 18. januara do 28. juna 1919. godine u Parizu, bilo definisano da poražene države nemaju pravo da upućuju „vojne misije“, što je u stvari trebalo da znači zabranu upućivanja vojnodiplomatskih predstavnika u inostranstvo. Međutim, ustanova vojnih atašea je već postala u tolikoj meri shvaćena kao sastavni deo diplomatskih predstavništava da zemlje Antante nisu pravile nikakve teškoće kada su Mađarska (1927), Bugarska (1930), Nemačka (1933) i Austrija (1934) ponovo uspostavile vojne atašee prisvojim diplomatskim predstavništvima.

### Drugi svetski rat
Sa približavanjem ratne opasnosti, u glavama vojnih rukovodilaca sazrevala je ideja o ojačanju i/ili otvaranju mesta vojnih atašea, kako kod savezničkih država tako i u državama potencijalnog neprijatelja. Prema nekim procenama, u periodu između Prvog i Drugog svetskog rata pojedine države uložile su ogromne napore i materijalna sredstva u razvoj vojne diplomatije, čak i nauštrb opšte diplomatije. Da bi vojnoobaveštajna služba mogla udovoljiti zahtevima i zadacima, njene legalne institucije (vojna, pomorska i vazduhoplovna izaslanstva) animirane su kadrovski, materijalno i akciono do krajnjih mogućnosti, uz vrlo široku primenu ’ugrađivanja’ pripadnika vojnoobaveštajne službe u sve moguće ustanove i institucije Rajha u drugim zemljama, kao i otvaranja mesta ’specijalnih atašea’ u državnim ustanovama odgovarajućih država prijema. Sa druge strane, savezničke države nisu održavale diplomatske odnose sa Nemačkom, ali su uspostavile svoje vojne misije u Berlinu. Vojni atašei zaduženi za prodaju NVO u državi prijema, u periodu neposredne ratne opasnosti, bili su zamenjivani rodovskim oficirima. Ubrzo nakon izbijanja rata 1939. godine, bilo je više oficira roda artiljerije među američkim vojnim atašeima, nego bilo kog drugog roda u okviru kopnene vojske“.50 U suštini, rad vojnih atašea tokom Drugog svetskog rata nije se mnogo razlikovao od primenjivanog tokom ratnih godina 1914–1918. Većinu atašea činili su oficiri zaraćenih strana, ili nekih neutralnih država, koje su u kasnijim fazama ratnih događanja postajale strana u sukobu. Ubrzane ratne pripreme zahtevale su i veću obaveštajnu aktivnost vojnih atašea. O njoj svedoči i primer da je francuski vojni ataše iz Berlina slao po jedan izveštaj na svaka dva dana 1870. godine, a po tri do četiri izveštaja dnevno 1939. godine ili 8 puta više. Godine 1936, bilo je otvoreno oko 450 VDP (u poređenju sa prilikom izbijanja rata 1870–1871. godine i oko 330 pred početak Prvog svetskog rata), od toga je Pariz imao, London, Berlin, Vašington, Rim i Moskva vojnodiplomatska predstavništva. Rat je višestruko uticao na dalji razvoj vojne diplomatije, na usavršavanje njene organizacije, pojačanje sastava (kvantitativno i kvalitetno) i unapređenje metodologije rada vojnih diplomatskih predstavnika. Ratna dejstva iziskivala su stalnu i filigranski preciznu organizaciju i saradnju između saveznica, posebno kada su sprovođena zajednička dejstva i operacije na jednom ili više frontova. U tim momentima uloga VDP je bila značajna i od neprocenjive vrednosti. Do perfekcije je trebalo organizovati, precizirati i sprovesti izvesne akcije i aktivnosti većih razmera. To je mogao samo dobro organizovan i uvežban tim vojnodiplomatskog predstavništva. Vojnodiplomatsko predstavništvo je funkcionisalo kao stalna vojna diplomatska institucija, sa svojom organizacijom, šifrom, sredstvima veze, izgrađenim sistemom za brzo slanje i prijem telegrama. Ratna dejstva na širokom prostoru, na frontu i teritoriji okupi- ranoj od neprijatelja, gde su dejstvovali narodnooslobodilački pokreti, pokreti otpora i drugi vidovi antifašističkih dejstava, zahtevala su da se uspostavi direktna vojna saradnja između tih pokreta i oružanih snaga zemalja saveznika antihitlerovske koalicije. Da bi se udovoljilo tom zahtevu, kod tih pokreta upućivane su vojne misije čiji je osnovni zadatak bio da organizuju saradnju i sadejstvo narodnooslobodilačkih i partizanskih jedinica i jedinica OS zemalja saveznika. Vojne misije imaju svoju tradiciju i njihovi zadaci u vreme rata bili su važni i složeni. Polazili su od primarne funkcije da obaveste svoje vlade i vojno rukovodstvo o borbi dotičnog pokreta, realnosti te borbe i njenom mestu na određenom prostoru do organizovanja snabdevanja naoružanjem, municijom i drugim ratnim materijalom. Brojna svedočanstva o vojnim misijama koje su upućivane na specifičan i rizičan način, često i u nepoznato, potvrđuju njihovu važnu ulogu u vojnim odnosima.
| datum       | Zemlja napadač                                                            | Napadnuta Zemlja                  | Način izbijanja rata | Komentar                                      |
| ----------- | ------------------------------------------------------------------------- | --------------------------------- | -------------------- | --------------------------------------------- |
| 1939. 9. 1. | Nemačka                                                                   | Poljska                           | A                    |                                               |
| 1939. 9.3.  | Ujedinjeno Kraljevstvo, Francuska                                         | Nemačka                           | U                    |                                               |
| 1939.9.3.   | Australija, Novi Zeland                                                   | Nemačka                           | VD                   |                                               |
| 1939.9.6.   | Južna Afrika                                                              | Nemačka                           | VD                   |                                               |
| 1939.9.10.  | Kanda                                                                     | Nemačka                           | VD                   |                                               |
| 1939.9.17.  | SSSR                                                                      | Poljska                           | A                    |                                               |
| 1939.11.30  | SSSR                                                                      | Finska                            | A                    | Raspad diplomatskih odnosa dan pre            |
| 1940.4.9    | Nemačka                                                                   | Danska, Norveška                  | A                    |                                               |
| 1940.5.15.  | Nemačka                                                                   | Belgija, Holandija                | VD                   | Nemačka ofanziva na zapadnu Evropu            |
| 1940.6.10.  | Italija                                                                   | Francuska, Ujedinjeno Kraljevstvo | VD                   |                                               |
| 1940.6.10   | Kanada                                                                    | Italija                           | VD                   |                                               |
| 1940.6.11.  | Južna Afrika, Australija, Novi Zeland                                     | Italija                           | VD                   |                                               |
| 1940.6.12   | Egipat                                                                    | Italija                           | D                    |                                               |
| 1940.7.4    | Ujedinjeno Kraljevstvo                                                    | Francuska                         | A                    |                                               |
| 1940.10.28  | Italija                                                                   | Grčka                             | U                    |                                               |
| 1941.4.6    | Nemačka                                                                   | Grčka                             | VD                   |                                               |
| 1941.4.6    | Nemačka, Bugarska                                                         | Jugoslavija                       | A                    |                                               |
| 1941.4.6    | Italija                                                                   | Jugoslavija                       | VD                   |                                               |
| 1941.4.10   | Mađarska                                                                  | Jugoslavija                       | A                    |                                               |
| 1941.4.23.  | Grčka                                                                     | Bugarska                          | D                    |                                               |
| 1941.6.22   | Nemačka, Italija, Rumunija                                                | SSSR                              | NjD                  |                                               |
| 1941.6.24   | Danska                                                                    | SSSR                              | D                    | Danska je bila okupirana od strane Nemačke    |
| 1941.6.25.  | Finska                                                                    | SSSR                              | A                    | Drugi rat između ove dve zemlje               |
| 1941.6.27.  | Mađarska                                                                  | SSSR                              | VD                   | Raspad diplomatskih odnosa 1941.6.24.         |
| 1941.6.30   | Francuska                                                                 | SSSR                              | D                    |                                               |
| 1941.12.7.  | Ujedinjeno Kraljevstvo                                                    | Rumunija, Mađarska, Finska        | U                    |                                               |
| 1941.12.7   | Japan                                                                     | SAD                               | A                    |                                               |
| 1941.12.8.  | Japan                                                                     | Ujedinjeno Kraljevstvo            | VD                   |                                               |
| 1941.12.8   | Kanada, Južna Afrika                                                      | Japan                             | VD                   |                                               |
| 1941.12.8   | KIna                                                                      | Nemačka, Italija, Japan           | VD                   |                                               |
| 1941.12.9.  | Australija, Novi Zeland                                                   | Japan                             | VD                   |                                               |
| 1941.12.11  | Nemačka, Italija                                                          | SAD                               | VD                   |                                               |
| 1941.12.12. | Bugarska                                                                  | Ujedinjeno Kraljevstvo, SAD       | VD                   |                                               |
| 1941.12.13  | Mađarska                                                                  | SAD                               | VD                   |                                               |
| 1942.1.24   | SAD                                                                       | Danska                            | D                    |                                               |
| 1942.5.28.  | Meksiko                                                                   | Nemačka, Italija, Japan           | VD                   |                                               |
| 1942.8.22   | Brazil                                                                    | Nemačka, Italija                  | VD                   |                                               |
| 1942.11.9   | Francuska                                                                 | SAD                               | D                    |                                               |
| 1943.1.20.  | Čile                                                                      | Nemačka, Japan, Italija           | D                    |                                               |
| 1943.9.9    | Iran                                                                      | Nemačka                           | VD                   |                                               |
| 1943.10.13  | Italija                                                                   | Nemačka                           | VD                   |                                               |
| 1944.1.10.  | Argentina                                                                 | Nemačka, Japan                    | D                    |                                               |
| 1944.6.30   | SAD                                                                       | Finska                            | D                    |                                               |
| 1944.8.4    | Turska                                                                    | Nemačka                           | D                    |                                               |
| 1944.8.23.  | Rumunija                                                                  | Nemačka                           | VD                   | Kao i Italija i Rumunija je promenila stranu  |
| 1944.9.5    | SSSR                                                                      | Bugarska                          | VD                   |                                               |
| 1944.9.7    | Bugarska                                                                  | Nemačka                           | VD                   |                                               |
| 1945.2.24   | Egipat                                                                    | Nemačka, Japan                    | VD                   |                                               |
| 1945        | Argentina, Paragvaj, Peru, Venecuela, Urugvaj, Sirija i Saudijska Arabija | Nemačka                           | VD                   | Bila im je potrebna potvrda kako bi ušle u UN |
| 1945.4.3    | Finska                                                                    | Nemačka                           | VD                   |                                               |
| 1945.7.6    | Brazil                                                                    | Japan                             | VD                   |                                               |
| 1945.7.17   | Italija                                                                   | Japan                             | VD                   |                                               |
| 1945.8.8    | SSSR                                                                      | Japan                             | VD                   | Poslednji sukob u Drugom Svetskom Ratu        |

### Period posle Drugog svetskog rata
Posle Drugog svetskog rata dolazi do brzog razvoja svetske vojne trgovine i savremenih sredstava za komunikaciju, čime se stvaraju
uslovi za efikasnije diplomatsko delovanje i proširenje zadataka vojne diplomatije. Vojne diplomate postaju specijalisti i prvi predstavnici svoje države u inostranstvu koji štite nacionalne interese svoje države, i šalju svojoj vladi precizne informacije o vojnim, političkim, vojnoekonomskim i drugim pitanjima od opšteg interesa. Važnost institucije vojnodiplomatskog predstavništva u inostranstvu sa godinama je rasla. Čak se tokom rata, upućivanjem vojnih misija, računalo na period posle rata kada je bilo veoma važno ostvariti uticaj u tim državama i iskoristiti sve mogućnosti na „pokrivanju“ što više diplomatskih mesta u budućem savezničkom ili protivničkom taboru. To je imalo za posledicu da je, još u ratu, započela „inflacija VDP“, što ilustruju navedeni primeri.
- SAD su 1936. godine imale svega 25 VDP, dok su, na primer, samo u Varšavi 1950. godine imale 8 oficira i 11 službenika, svega 19 lica, ili samo 6 manje nego što su imale u čitavom svetu 14 godina ranije.
- Dok je 1936. godine. u celom svetu bilo oko 450 VDP, SAD su 1948. godine imale 405 oficira na dužnosti vidovskih atašea i njihovih pomoćnika, i još 382 službenika, što ukupno iznosi svega 787 lica ili skoro 300 lica više nego čitav svet 12 godina ranije.
- Tokom 50-ih godina američki ambasador u Atini protestovao je u Kongresu protiv „inflacije“ VDP, navodeći da oko 70 vojnih lica radi u tri vidovska ureda njegove ambasade u Grčkoj. U tom procesu „zauzimanja što povoljnijih polaznih položaja“ i prilagođavanja mirnodopskim uslovima došlo je, usled prevelike „obaveštajne revnosti“, i do prvih zaoštravanja na relaciji Istok–Zapad u kojima se na vojnodiplomatske predstavnike upiralo prstom kao na vinovnike.

### Blokovi i VDP u periodu hladnog rata
Zaoštravanje odnosa na relaciji Istok–Zapad doprinelo je stvaranju NATO-a 1949. godine i Varšavskog pakta 1953. godine, početkom trke u naoružavanju i vođenju takozvanog hladnog rata. Stvoreni antagonizmi između blokova imali su za posledicu kvalitativan, pa i kvantitativan pristup vojnoj diplomatiji, a time i izmenjen odnos prema ulozi i zadacima vojnodiplomatskih predstavnika u novom međunarodnom ambijentu. U NATO-u se kroz formiranje višenacionalnih komandi i zajednički rad u tim multinacionalnim komandama i organima razvilo shvatanje da se nacionalni interes i bezbednost zemlje najbolje ostvaruju kroz multinacionalne organe i mehanizme. Prožete tim shvatanjem, obaveštajne službe, na primer, razvijaju svoju aktivnost kao nacionalne s ciljem da zadovolje nadnacionalne potrebe (NATO-a), u širem, i svojih oružanih snaga, u užem smislu. Ta praksa u blokovskim komandama prenosi se i na rad njihovih vojnodiplomatskih predstavnika, naročito u pogledu podele, namene i metoda rada. Podela i namena vojnodiplomatskih predstavnika tada je bila trojna: VDP za države suprotnog bloka i neprijateljske države; VDP za države svog bloka i prijateljske države i VDP za države Trećeg sveta. Analogno takvom pristupu, i metodi rada takođe su trojno sistematizovani. Na primer, obaveštajni savet NATO, kojeg čine rukovodioci nacionalnih vojnoobaveštajnih službi država članica, praktikuje održavanje savetovanja sa VDP po trojnoj osnovi. Po istom principu organizuju se i blokovski atašei u mestima njihovog službovanja – Moskvi, Londonu itd. Oni praktikuju održavanje zajedničkih ili pojedinačnih sastanaka s ciljem raznih dogovora o podeli obaveštajnih zadataka, razmeni podataka, preuzimanju zajedničkih koraka vojnopolitičke prirode i tome slično. U Varšavskom paktu unutrašnji procesi, podela i metod rada proticali su na sličan način, s tom razlikom što su VDP država članica, bilo da se nalaze na Zapadu, Istoku ili van toga prostora, više naglašavali i manifestaciono isticali jedinstvo lagera i identifikovali se sa „socijalističkim svetom“. U tim godinama hladnog rata, u kojem su lančano izbijali lokalni ratovi i krize, angažovanje VDP i kontraobaveštajne mere države prijema bile su sve zastupljeniji a njihovi organi sve zaposleniji. Oni (VDP) nikad u istoriji tog poziva nisu pokazivali toliku obaveštajnu nasrtljivost i bezobzirnost kao što su to činili VDP blokovskih sila tokom 50-ih godina. To je imalo za posledicu podizanje napetosti i stvaranje neprijateljske i ratne atmosfere. To je bilo vreme obostranih optuživanja i ponižavanja, špijunskih etiketiranja, javnih kompromitovanja, recipročnih proterivanja – masovnih i pojedinačnih, ličnih ucena i nasilja, drogiranja i hapšenja, uzajamnog ograničavanja slobode kretanja, špijunskih afera i tragedija, čak i ubistava. U takvoj atmosferi, tokom 1955. godine, SR Nemačka i Japan, jedine velike zemlje bez vojnodiplomatskih predstavnika, ponovo počinju da ih upućuju. Time su i te posledice iz Drugog svetskog rata bile „odmrznute“. Mada se početkom 60-ih godina počeo javljati pokret nesvrstanih zemalja i počelo slabiti hladnoratovsko nadmetanje, VDP su, ne samo blokovskih već i bliskoistočnih zemalja, bili i dalje vrlo zapaženi po svojoj aktivnosti i aferama koje su izazivali. „No problem je bio kako spriječiti ili barem kanalizirati obavještajnu aktivnost diplomata prije nego ona nanese štetu zemlji primateljici. Zbog toga su razvijena dva modela zaštite koji su bili prihvaćeni od većine blokovskih zemalja – tzv. američki i sovjetski. Američki model uglavnom je bio primjenjivan u vojno-diplomatskoj praksi zapadnih zemalja, a radilo se o službenoj prezentaciji vrlo velike količine informacija vojnim izaslanicima. Naime, službena tela Ministarstva odbrane i glavnih stožera određena za rad sa stranim vojnim predstavnicima koji su bili akreditovani u toj zemlji, organizirali su za njih veliki broj stručnih seminara, posjeta postrojbama i institucijama oružanih snaga, brifinga i sl., a ujedno ih doslovce zatrpavali gomilom vojno-stručnih publikacija i literature. U masi informacija koje su vojno-diplomatski predstavnici dobijali gotovo svakog dana, najveći problem bio je odvojiti bitno od nebitnog, i to uz odgovarajuću raščlambu prezentirati svojoj bazi. Drugim riječima, trebalo je od šume vidjeti drvo. Sovjetski model bio je suštinski drugačiji i svodio se na organizaciju protokolarnih i sličnih aktivnosti (npr. zajednički diplomatski lovovi, organizacija kulturno-zabavnih manifestacija, posjeta i sl.) koje su angažirale vojne predstavnike, u velikoj mjeri trošeći njihovo vrijeme na marginalne sadržaje i udaljavajući ih od izvora kvalitetnih informacija. Osim toga, držeći veći dio vojno-diplomatskog zbora na okupu, lakše je bilo kontrolirati njihovu aktivnost i kretanje.

## Diplomatski odnosi
Diplomatski odnosi su službeni odnosi između država, odnosno drugih subjekata međunarodnih odnosa. Za postojanje diplomatskih odnosa između dve zemalja nije neophodno da one imaju međusobno uspostavljena diplomatska predstavništva, odnosno međusobno akreditirane šefove diplomatskih predstavništva, iako se nakon uspostave predstavništva može govoriti o stalnim (redovnim) diplomatskim odnosima. Diplomatski odnosi između država i međunarodnih organizacija nazivaju se takođe i kvazi-diplomatskim.
U praksi postoji nekoliko podela i naziva za pojedinu vrstu odnosa između država:
- saveznički odnosi,
- dobrosusedski odnosi,
- srdačni odnosi,
- prijateljski odnosi,
- dobri odnosi,
- korektni odnosi,
- indiferentni odnosi,
- hladni odnosi,
- zategnuti odnosi,
- odnosi defakto,
- obustavljeni odnosi,
- prekinuti odnosi.

### Početak uspostavljanja vojnodiplomatskih odnosa
Vojnodiplomatski odnosi imaju dugu istoriju i tradiciju, a njene institucionalizovane početke nalazimo u 19. veku. U novije vreme cilj uspostavljanja vojnodiplomatskih odnosa je unapređenje odnosa između vojski države imenovanja i države prijema, saradnja u oblasti odbrane i oružanih snaga koja se bazira na dostignutom stepenu prvenstveno razvijenosti političkih, ekonomskih i drugih odnosa dve države. Pod pojmom vojnodiplomatski odnosi podrazumevamo institucionalizovanu razmenu vojnodiplomatskih predstavnika koje država odašiljanja upućuje u državu prijema a ova druga budućeg vojnodiplomatskog predstavnika prihvata u tom svojstvu i postavlja na zvaničnu listu akreditovanih diplomatskih predstavnika. Upućivanje vojnodiplomatskog predstavnika u državu prijema ne mora da se bazira na recipročnoj osnovi, već zavisi prvenstveno od ciljeva spoljne politike države imenovanja zasnovanih na nacionalnim interesima. Konstantan razvoj međunarodnih odnosa i aktivnost država u sferi spoljne politike nametnuli su potrebu za angažovanjem oficira u diplomatskim misijama koji su prvenstveno bili zaduženi za praćenje stanja i priprema vojske države prijema za ratna dejstva, čime je vojno prisustvo u diplomatiji postalo sve naglašenije, ali još uvek nije dobilo stalni i zvanični karakter. Do tada, funkciju vojnodiplomatskog predstavnika vršili su uglavnom visoko rangirani oficiri, bliski vladaru ili komandantu koji su imali (vladari) ekskluzivno pravo da upute u inostranstvo svog vojnog predstavnika s ciljem prenošenja poruka, molbi i zahteva kolegi države prijema. „Austrijski car Franjo I uputio je 1830. godine svog generala Karla fon Švarcerberga u Pariz za poslanika. Može se zaključiti da je želja austrijskog cara bila da preko jednog iskusnog generala prati vojna i politička zbivanja i kretanja u Francuskoj. Početkom devetnaestog veka, tačnije tridesetih godina, u većini evropskih zemalja uvedena je praksa da u diplomatska predstavništva akredituju vojne opunomoćenike. Funkcija vojnog opunomoćenika u početku je bila dosta ograničena i prvenstveno se svodila na prenošenje odluka i zamisli svog vladara, ili ministra vojske, vladaru zemlje kod koje je bio akreditovan. Pored toga, često su tu bile prenošene molbe, čestitke, zahvalnice, zahtevi i drugi oblici i vidovi diplomatskog opštenja. Početkom 19. veka, u Rusiji se razvio novi aspekt diplomatskih odnosa – slanje značajnih vojnih predstavnika koji uživaju specijalno poverenje suverena na dvorove evropskih monarhija. „U januaru 1812. godine Vojni ministar Rusije Barklaj de Toli, osniva posebnu kancelariju za prikupljanje i obradu podataka koji su dolazili iz inostranstva. Tada se ruski oficiri ’ugrađuju’ u ruske ambasade i to: major V. A. Prendelj u Drezden, pukovnik A. I. Černišev u Pariz, poručnik P. I. Brzin u Madrid, pukovnik F. V. Tejlj van Seraskirnen u Beč, poručnik P. H. Grabe u Minhen i pukovnik R. E. Reni i poručnik M. F. Orlov u Berlin. Najistaknutija ličnost među njima bio je, bez sumnje, pukovnik Aleksandar Ivanovič, Černišev, ađutant Ruskog cara. U periodu od 1808–1812. godine, on je slat više puta i na duži period u Pariz kod francuskog cara da prikuplja saznanja o vojnim pripremama Francuske i njenih saveznika. U to vreme Francuska je bila u ratu sa Austrijom. Mnogi istoričari smatraju da su tadašnje aktivnosti koje je realizovao pukovnik Černišev bile prototip posla savremenog vojnog atašea. Međutim, od tada je prošlo mnogo vremena do izgradnje institucije vojnog atašea, koja u današnje vreme ima svoje mesto i ulogu u međunarodnim odnosima. Proces uspostavljanja i izgradnje institucije VA bio je neopravdano zapostavljen i odlagan, patio je od suštinskog ostracizma i prošao mnoge testove, uprkos činjenici da su osnivači institucije vojnog atašea datirali još u diplomatiji starog veka.

## Spoljni poslovi
Pojam "stranac" nastao je sredinom 13. veka iz ferren, foreine, "van vrata", zasnovan na starom francuskom, "spoljašnjem, spoljašnjem, spoljašnjem; udaljenom", prvo odražavajući osećaj "ne u sopstvenoj zemlji". potvrđen krajem 14. veka. Pravopis na engleskom jeziku je izmenjen u 17. veku, možda uticajem reči vladavine i suverena. Obe reči su u to vreme bile povezane sa najčešćom vladavinom monarha koja je određivala spoljnu politiku, skup diplomatskih ciljeva koji nastoje da prikažu kako će zemlja stupiti u interakciju sa drugim zemljama sveta.
Ideja dugoročnog upravljanja odnosima pratila je razvoj profesionalnog diplomatskog kora koji je upravljao diplomatijom. Od 1711. godine, termin diplomatija podrazumijeva umjetnost i praksu vođenja pregovora između predstavnika grupa ili nacija.
U 18. veku, zbog ekstremnih turbulencija u evropskoj diplomatiji i tekućih sukoba, praksa diplomatije je često bila fragmentirana potrebom da se bave izolovanim pitanjima, nazvanim "poslovi". Stoga, dok je domaće upravljanje takvim pitanjima nazivano civilnim poslovima (seljački nemiri, manjak trezora i sudske intrige), pojam spoljnih poslova primenjen je na upravljanje privremenim pitanjima izvan suverene oblasti. Ovaj termin je ostao u širokoj upotrebi u zemljama engleskog govornog područja u 20. veku, i ostaje ime odeljenja u nekoliko država koje upravljaju spoljnim odnosima. Iako je prvobitno bilo namijenjeno da opiše kratkoročno upravljanje određenim problemom, ovi odjeli sada upravljaju svakodnevnim i dugoročnim međunarodnim odnosima među državama.

## Špijunaža
Diplomatija je usko povezana sa špijunažom ili prikupljanjem obaveštajnih podataka. Ambasade su osnova i za diplomate i za špijune, a neki diplomati su u suštini otvoreno priznati špijuni. Na primjer, posao vojnih atašea uključuje učenje što je više moguće o vojsci nacije kojoj su dodijeljeni. Oni ne pokušavaju da prikriju ovu ulogu i kao takvi su pozvani samo na događaje koje dopuštaju njihovi domaćini, kao što su vojne parade ili avio-emisije. U mnogim ambasadama postoje i špijuni dubokog pokrivača. Ovi pojedinci dobijaju lažne položaje u ambasadi, ali njihov glavni zadatak je da ilegalno prikupljaju obaveštajne podatke, obično koordiniranjem špijunskih prstena domaćih ili drugih špijuna. U većini slučajeva, špijuni koji rade iz ambasada sakupljaju male inteligencije i njihovi identiteti su poznati od strane opozicije. Ako se otkriju, ove diplomate mogu biti izbačene iz ambasade, ali u većini slučajeva kontra-obavještajne agencije preferiraju da zadrže ove agente in situ i pod strogim nadzorom.
Informacije koje su prikupili špijuni igraju sve važniju ulogu u diplomatiji. Sporazumi o kontroli naoružanja bili bi nemogući bez moći izviđačkih satelita i agenata da nadgledaju poštovanje. Informacije prikupljene špijunažom su korisne u gotovo svim oblicima diplomatije, sve od trgovinskih sporazuma do graničnih sporova.

## Diplomatsko rešavanje problema
Različiti procesi i procedure su se razvijali tokom vremena za rješavanje diplomatskih pitanja i sporova.

### Arbitražaiposredovanje
Brazilski predsjednik Prudente de Morais rukuje se s kraljem Karlosom I iz Portugalije u vrijeme ponovnog uspostavljanja diplomatskih odnosa između Brazila i Portugalije nakon razgovora posredstvom kraljice Viktorije, 16. marta 1895. godine.
Zemlje ponekad pribjegavaju međunarodnoj arbitraži kada se suoče sa specifičnim pitanjem ili tačkom spora kojima je potrebno rješavanje. Za većinu istorije nije bilo zvaničnih ili formalnih procedura za takve postupke. Oni su generalno prihvaćeni da se pridržavaju opštih principa i protokola koji se odnose na međunarodno pravo i pravdu.
Ponekad su to bile formalne arbitraže i posredovanja. U takvim slučajevima može se sazvati komisija diplomata da bi se čule sve strane nekog pitanja, i da dođe do neke vrste odluke zasnovane na međunarodnom pravu.
U modernom dobu, veliki deo ovog posla često sprovodi Međunarodni sud pravde u Hagu ili druge formalne komisije, agencije i tribunali, koji rade pod Ujedinjenim nacijama. U nastavku su navedeni neki primjeri.
Sporazum Hai-Herbert usvojen nakon što su SjSjedinjene Države i Britanija podnijele spor međunarodnom posredovanju oko granice između Kanade i SAD-a.

### Konferencije
Anton von Verner, Berlinski kongres (1878): Završni sastanak u kancelariji Rajha 13. jula 1878.
U drugim slučajevima, rezolucije su tražene kroz sazivanje međunarodnih konferencija. U takvim slučajevima postoji manje osnovnih pravila i manje formalnih primjena međunarodnog prava. Međutim, od učesnika se očekuje da se rukovode principima međunarodne pravičnosti, logike i protokola.
Neki primeri ovih formalnih konferencija su:
Bečki kongres (1815) - Nakon što je Napoleon poražen, bilo je mnogo diplomatskih pitanja koja su čekala da se riješe. To je uključivalo i oblik mape Evrope, dispoziciju političkih i nacionalističkih tvrdnji raznih etničkih grupa i nacionalnosti koje žele da imaju neku političku autonomiju i rešavanje raznih tvrdnji različitih evropskih sila.
Berlinski kongres (od 13. juna do 13. jula 1878) bio je sastanak vodećih državnih sila Evrope i Otomanskog carstva u Berlinu 1878. godine. Nakon rusko-turskog rata, 1877–78, cilj sastanka bio je da se reorganizuju uslovi na Balkanu.

### Pregovori

#### Proslava potpisivanja Camp David sporazuma: Menachem Begin, Jimmi Carter, Anvar El Sadat
Ponekad zemlje sklapaju zvanične pregovaračke procese kako bi rešile određeni spor ili specifično pitanje između nekoliko zemalja koje su stranke u sporu. Oni su slični gore pomenutim konferencijama, jer tehnički nema uspostavljenih pravila ili procedura. Međutim, postoje opšti principi i presedani koji pomažu u definisanju kursa za takve postupke.
- Fran Gabršek - Jezički pouk u ljudski šoli

### Primeri
Camp David Accords - Sazvan 1978. godine od strane predsjednika Jimmi Carter iz Sjedinjenih Država, u Camp Davidu kako bi se postigao dogovor između premijera Mechaema Begin iz Izraela i predsjednika Anvar Sadata iz Egipta. Nakon nedelja pregovora, postignut je sporazum i potpisani su sporazumi, koji su kasnije direktno doveli do mirovnog sporazuma Egipat-Izrael 1979. godine.
Ugovor iz Portsmuta - usvojen nakon što je predsednik Teodor Ruzvelt okupio delegate iz Rusije i Japana, da bi rešio rusko-japanski rat. Ruzveltova lična intervencija rešila je sukob i izazvala ga da dobije Nobelovu nagradu za mir.

## Diplomatsko pravo
Diplomatsko pravo je skup pravila međunarodnog prava koje se odnosni na prava i dužnosti subjekata međunarodnog prava (država, međunarodnih organizacija i dr.) u vezi diplomatskih odnosa, funkcija, privilegija i imuniteta diplomatskih predstavništva i osoblja.
Diplomatsko pravo u velikoj je većini kodificirano Bečkom konvencija o diplomatskim odnosima, koja je usvojena na Konferenciji Ujedinjenih naroda 14. aprila 1961. godine, a stupila je na snagu 24. aprila 1964. Ovom Konvencijom kodifikovan je najvažniji deo do tada postojećeg običajnog međunarodno prava, uz neke nove dispozicije. Njome se regulišu prava i obveze država primateljica i država pošiljateljica u pogledu stalnih diplomatskih misija bilateralnog karaktera, imunitete i privilegije članova diplomatske misije, administrativnog i tehničkog tima.
Osim Bečke konvencije o diplomatskim odnosima, valja spomenuti i Bečku konvenciju o konzularnim odnosima, usvojenu 1963. godine, a stupila je na snagu 1967. godine. Tom konvencijom regulisan je najveći deo pitanja koja su do tada bila rešavana bilateralnim sporazuma u pogledu karijernih i počasnih konzula, njihovih kancelarija, prava i obveza država primateljice i države pošiljateljice, statusa konzularnih funkcionara i konzularnih službenika.
Osim navedenih, izvori diplomatskog prava su i Konvencija o specijalnim misijama iz 1969. godine, bilateralni međunarodni ugovori, posebno običajno međunarodno pravo (na primer ono između zemalja Latinske Amerike), ali i opšte običajno međunarodno pravo koje vredi za pitanja koja nisu uređena konvencijama i bilateralnim ugovorima (tu spadaju delovi diplomatskog protokola).
Pod diplomatskim pravom u širem smislu podrazumevaju se i propisi nacionalnog zakonodavstva pojedine države koje uređuju funkcije spoljašnjeg zastupanja države, te pre svega, Zakon o spoljašnji poslovima).

### Bečka konvencija o diplomatskim odnosima
Bečka konvencija o diplomatskim odnosima je međunarodni ugovor koji definiše okvire ponašanja i delovanja u diplomatskim odnosima. Do 1961 deo međunarodnog običajnog prava činili su Vestfalski Mirovni Sporazum Bečki kongres, Kongres u Ahenu, Zasedanje u Havani i Društvo Naroda. Bečka konvencija predstavlja prekretnicu i temelj međunarodnih diplomatskih odnosa kakve danas poznajemo. Ona sadrži kodifikaciju normi međunarodnog prava usaglašenih sa diplomatskom praksom, reguliše proceduru uspostavljanja i održavanja diplomatskih odnosa i diplomatskih misija i funkcija i privilegije i imunitet.
Takođe određeno je i :
- Kakva se terminologija koristi u diplomatiji
- Funkcije u diplomatskom predstavništvu
- Šta je Presona non grata
- Notifikacija
- Broj članova i sastav Predstavništva
- Nepovredivost prostorija, imovine, prevoznih sredstava, arhiva, dokumenata Predstavništva
- Olakšice, sloboda putovanja i kretanja Diplomatskog predstavnika
- Nepovredivost Diplomatskog predstavnika i njegove imovine
- Imunitet

## Diplomatska misija
Diplomatska misija je službeno predstavništvo države pošiljateljice u državi primateljici, odnosno pri međunarodnoj organizaciji/konferenciji. Diplomatska misija može biti stalna ili privremena, može biti ad hoc za jedan specifičan posao ili jedan zadatak.

## Literatura
- Loewe, Michael; Shaughnessy, Edward L., ур. (1999). The Cambridge History of Ancient China: from the origins of civilization to 221 B.C. Cambridge University Press. стр. 587. ISBN 978-0-521-47030-8. Приступљено 1. 09. 2011. „The writings that preserve information about the political history of the [Warring States] period [...] define a set of idealized roles that constitute the Warring States polity: the monarch, the reforming minister, the military commander, the persuader/diplomat, and the scholar.”
- Smith, Kidder (1999). „The Military Texts: The Sunzi”.  Ур.: de Bary, Wm. Theodore. Sources of Chinese Tradition: From Earliest Times to 1600, Volume 1 (2nd изд.). New York: Columbia University Press. стр. 213—24. ISBN 978-0-231-10938-3.
- Igor Janev, Teorija međunarodne politike i diplomatije, Institut za političke studije, Beograd, 2006.
- Igor Janev, Diplomatija, Institut za političke studije, Beograd, 2013.
- Berridge, G., R, Diplomatija, teorija i praksa, Politička misao, Zagreb, 2004.
- Black, Jeremy (2010). A History of Diplomacy. (University of Chicago Press. ). ISBN 978-1-86189-696-4.
- Berridge, G. R. (2005). = Diplomacy: Theory & Practice (3rd изд.). tion, Palgrave, Basingstoke. ISBN 978-1-4039-9311-3.
- Cunningham, George (2005). Journey to Become a Diplomat: With a Guide to Careers in World Affairs. FPA Global Vision Book. ISBN 978-0-87124-212-9.
- Dorman, Shawn (2003). Inside a U.S. Embassy: How the Foreign Service Works for America. by American Foreign Service Association, Second edition Februar. ISBN 978-0-9649488-2-2.
- Callieres, Francois De (1919). The Practice of Diplomacy.
- Hayne, M. B (1993). The French Foreign Office and the Origins of the First World War, 1898–1914..
- Hill, Henry Bertram (1964). The Political Testament of Cardinal Richeleiu: The Significant Chapters and Supporting Selections.
- Jackson, Peter (2010). „Tradition and adaptation: the social universe of the French Foreign Ministry in the era of the First World War”. French History,. 24: 164—96.;
- Kissinger, Henry (1999). A World Restored: Metternich, Castlereagh, and the Problem of Peace: 1812-1822.
- Henry Kissinger (1999). Diplomacy.
- Kurbalija J. and Slavik H. (2001). Language and Diplomacy. eds. ISBN 978-99909-55-15-6.. DiploProjects, Mediterranean Academy of Diplomatic Studies, Malta. ; papers by experts.
- Macalister-Smith Peter; Schwietzke, Joachim (2017). Diplomatic Conferences and Congresses. A Bibliographical Compendium of State Practice 1642 to 1919. W. Neugebauer, Graz, Feldkirch. ISBN 978-3-85376-325-4.
- MacMillan, Margaret (2003). Paris 1919: Six Months That Changed the World..
- Mattingly, Garrett (1988). Renaissance Diplomacy. Dover Publications. ISBN 978-0-486-25570-5.
- Maulucci Jr., Thomas W. (2012). Adenauer's Foreign Office: West German Diplomacy in the Shadow of the Third Reich..
- Nicolson, Sir Harold George (1988). Diplomacy.
- Nicolson, Sir Harold George (2001). The Congress of Vienna: A Study in Allied Unity: 1812-1822.
- Nicolson, Sir Harold George (1977). The Evolution of Diplomatic Method.
- Otte, Thomas G (2011). The Foreign Office Mind: The Making of British Foreign Policy, 1865–1914..
- Rana, Kishan S.; Jovan Kurbalija (2007). Foreign Ministries: Managing Diplomatic Networks and Optimizing Value. DiploFoundation. ISBN 978-99932-53-16-7.
- Rana, Kishan S. (2004). The 21st Century Ambassador: Plenipotentiary to Chief Executive. DiploFoundation. ISBN 978-99909-55-18-7.
- Roeder, Larry W. "Diplomacy, Funding and Animal Welfare", Springer, Hamburg, 2011
- Satow, Ernest (1998). A Guide to Diplomatic Practice. by Longmans, Green & Co. London & New York,. ISBN 978-0-582-50109-6.
- Seldon, Anthony (2000). Foreign Office.. history of the British ministry and its headquarters building.
- Steiner, Zara S (1969). The Foreign Office and Foreign Policy, 1898–1914.. on Britain.
- Stevenson, David. "The Diplomats" in Jay Winter, ed. The Cambridge History of the First World War: Volume II: The State (2014) vol 2 ch 3. стр. 66-90.
- Fredrik Wesslau, The Political Adviser's Handbook. 2013. ISBN 978-91-979688-7-4. Архивирано из оригинала 12. 12. 2013. г. Приступљено 28. 05. 2019..
- Wicquefort, Abraham de (2010). The Embassador and His Functions.
- Jovan Kurbalija; Valentin Katrandjiev. Multistakeholder Diplomacy: Challenges and Opportunities. ISBN 978-99932-53-16-7.
- Rivère de Carles, Nathalie; Duclos, Nathalie (2015). Forms of Diplomacy (16th-21st c.). Toulouse, Presses Universitaires du Midi. ISBN 978-2-8107-0424-8. A study of alternative forms of diplomacy and essays on cultural diplomacy by Lucien Bély et al.

## Spoljašnje veze
- Diplomate u vrtlogu istorije („Večernje novosti“, feljton, februar 2016) Архивирано на веб-сајту  (7. мај 2020)
- Foreign Affairs Manual and associated Handbooks
- Frontline Diplomacy: The Foreign Affairs Oral History Collection